# Stoina
Stoina è un comune della Romania di 2543 abitanti, ubicato nel distretto di Gorj, nella regione storica dell'Oltenia.
Il comune è formato dall'unione di 7 villaggi: Ciorani, Mielușei, Păișani, Stoina, Toiaga, Ulmet, Urda de Sus.